# Adrian Heath
Pour les articles homonymes, voir Heath.
Adrian Heath, né le 11 janvier 1961 à Newcastle-under-Lyme dans le Staffordshire, est un footballeur anglais. Il était milieu de terrain durant sa carrière professionnelle. Il s'est reconverti comme entraîneur.

## Biographie

### Carrière d'entraîneur
En février 2008, alors que le club prépare sa saison inaugurale en 2009 en USL-1, Adrian Heath est nommé premier entraîneur de l'histoire de l'Austin Aztex FC. Lorsque la franchise déménage à Orlando et devient le Orlando City SC, joueurs et personnel technique sont transférés à la nouvelle entité. En Floride, Heath connait du succès, remportant le championnat de USL Pro en 2011 et 2013, ainsi que la récompense d'entraîneur de l'année en 2011 et 2012. Lorsque le club entre en Major League Soccer en 2015, son contrat est prolongé jusqu'à 2017. Cependant, les performances obtenues en troisième division ne se transposent pas en MLS et il est finalement remercié le 7 juillet 2016 après une défaite 4-0 face au FC Dallas.
Adrian Heath ne tarde néanmoins pas à retrouver un poste d'entraîneur puisqu'en novembre 2016, Minnesota United lui offre de diriger l'équipe en effectuant la transition de la NASL à la MLS pour la saison inaugurale du club dans la ligue en 2017. Bien que la franchise peine au cours de ses deux premières saisons dans l'élite, l'entraîneur anglais pérennise progressivement l'équipe dans le haut de tableau de la conférence Ouest au fil des ans et passe près de décrocher un premier titre avec Minnesota United lorsqu'il atteint la finale de la Coupe des États-Unis 2019,.

## Palmarès

### Joueur
Everton FC
- Champion d'Angleterre en 1985 et 1987
- Vainqueur de la Coupe d'Angleterre en 1984
- Vainqueur du Charity Shield en 1984, 1985, 1986 et 1987
- Vainqueur de la Coupe d'Europe des vainqueurs de coupe en 1985

 Stoke City
- Vainqueur de la Football League Trophy en 1992

### Entraîneur
Orlando City
- Champion de la USL Pro en 2011 et 2013
- Vainqueur de la saison régulière de USL Pro en 2011, 2012 et 2014

 Minnesota United
- Finaliste de la Coupe des États-Unis en 2019

### Distinctions personnelles
- Élu meilleur entraîneur de la USL Pro en 2011[5] et 2012[6]